# Nova Gorica
Nôva Goríca (, v Novi Gorici) je mlado in trinajsto največje mesto v Sloveniji in regionalno središče Goriške statistične regije oziroma severne Primorske. Nova Gorica, ki je nastala šele po koncu 2. svetovne vojne zaradi delitve ozemlja med Italijo in Jugoslavijo, je sedež mestne občine Nova Gorica, upravne enote in več visokošolskih ustanov: Univerze v Novi Gorici (ki vključuje Akademijo umetnosti) in Nove univerze, kot tudi dislocirane enote Fakultete za vede o zdravju Univerze na Primorskem. Danes Nova Gorica obsega še predele in zaselke Ledine (Cankarjevo naselje), Grčna, Barje, Ošljek, Ščedne, manjši (zahodni) del Kromberka (Pri Hrastu), del hriba Kostanjevica s frančiškanskim samostanom, severozahodni del/pobočje Panovca ter obmejno območje z železniško postajo in industrijsko cono za zahodu. Kot obmejno mesto Nova Gorica tvori aglomeracijo z okoliškimi naselji na slovenski strani meje, ki se deloma stikajo z njo (Solkan, Kromberk, Pristava, Rožna dolina, Stara Gora, Ajševica, Loke) z več kot 20.000 ljudmi, skupaj s Šempetrom in Vrtojbo, ki sta v svoji občini, pa preko 26.000. Lahko se šteje tudi kot del čezmejne sklenjene urbane celote - konurbacije z mestom Gorico, ki je danes v Italiji, in okoliškimi naselji v Italiji, kjer živi tudi slovenska manjšina in ki šteje skupaj okoli 60-70.000 prebivalcev.
Skupaj z italijansko Gorico je evropska prestolnica kulture leta 2025.

## Zgodovina
Mesto Gorica je bilo osvobojeno 2. maja 1945. Na pritisk ZDA in Velike Britanije je bilo ozemlje takratne Julijske krajine razdeljeno z Morganovo demarkacijsko linijo na coni A in B. Ozemlje, kjer je kasneje zrasla Nova Gorica je pripadalo coni A, ki je bila pod angloameriško zavezniško upravo.
10. februarja 1947 je bila podpisana pariška mirovna pogodba med Italijo in Jugoslavijo, ki je stopila v veljavo 15. septembra istega leta. Nova meja je potekala po tako imenovanem francoskem predlogu. Od Gorice je odtrgala skoraj vse naravno zaledje: Soško in Vipavsko dolino, del Goriškega krasa, Brda, Trnovski gozd in Banjšice. Tako je severna Primorska ostala brez upravnega, gospodarskega in kulturnega centra. Zamisel za novo središče Goriške se je rodila že kmalu zatem, ko so bile znane odločitve glede nove zahodne meje Jugoslavije, odločitev za gradnjo pa je dal politbiro CK KPJ.
Sklep, da se prične graditi Novo Gorico, je v Ljubljano prinesel Miha Marinko, tedanji predsednik vlade LRS, in za gradnjo zadolžil ministra za gradnje Ivana Mačka.
Okrajni izvršni odbor je 18. aprila 1947 ustanovil poseben delovni odbor, ki je bil zadolžen za gradnjo novega mesta. Kmalu so bili izdelani tudi prvi urbanistični načrti za gradnjo na Solkanskem polju. Izmed teh je bil izbran načrt prof. inž. Edvarda Ravnikarja. Na izbranem ozemlju se je nahajalo goriško pokopališče, do katerega je vodila cesta sv. Gabrijela (današnja Erjavčeva ulica) mimo ene izmed goriških opekarn in stanovanjske naselbine za železničarje, zaposlene na bližnji postaji. Na mokrotnih travnikih ob potoku Koren je bilo le nekaj samotnih kmetij. Za mesto se je uveljavljalo ime Nova Gorica. Tako ga je označeval sodobni tisk in graditelji, čeprav se je uradno prvič pojavilo 7. novembra 1949 kot sestavni del krajevnega ljudskega odbora Solkan, kot mesto in občina pa šele 19. aprila 1952, v zakonu in razdelitvi Ljudske Republike Slovenije na mesta in okraje.

V oktobru in novembru leta 1947 so prve skupine delavcev začele s pripravljalnimi deli, tj. gradnjo pomožne obhodne ceste, ki bi povezala Solkan s Šempetrom, ter obnovo železniške postaje in železniških prog. Ta pripravljalna dela so od vsega začetka spremljali razni problemi: pomanjkanje gradbenega materiala, predvsem pa delovne sile in denarja za investicije. Vse to sta nadomeščala politična propaganda in resnični zanos. Pomemben je bil sklep Ljudske mladine Jugoslavije, da bodo v letu 1948 na gradbišču nastajajočega mesta organizirali mladinske delovne brigade. Slovenska mladina je sodelovala s 3000 brigadirji, 2000 jih je bilo iz drugih republik. Brigade so ostale na gradbišču tri mesece in so bile naseljene v stari opekarni. Mladinske delovne akcije so imele velike delovne učinke pri nizkih gradnjah. Poleg mladinskih delovnih brigad so na gradbišču delala tudi gradbena, mizarska, tesarska in druga podjetja. Gradila so delavsko naselje in pričela z visokimi gradnjami. Kljub težavam zaradi informbirojevskega spora so se dela po 1948 uspešno nadaljevala. Do konca leta 1950 je bilo dograjenih pet stanovanjskih blokov, štirje so bili v končni fazi; v mestu je prebivalo 700 ljudi, v delavskem naselju pa 150 delavcev.
Z letom 1952 so usahnile republiške dotacije. Gradnja Nove Gorice je odslej slonela na goriškem gospodarstvu. Pravi razvoj mesta se je začel z združevanjem in ukinitvijo okrajev 1965. Po tem obdobju se je Nova Gorica uveljavila kot obmejno mesto s perspektivami na področju terciarnih dejavnosti in postopoma prevzemala funkcijo prejšnje Gorice. Zgrajenih je bilo veliko pomembnih gospodarskih podjetij, leta 1952 je bil ustanovljen Goriški muzej, leta 1965 pa zdravstveni dom. Od leta 1969 v Novi Gorici deluje Primorsko dramsko gledališče, zdaj SNG Nova Gorica, kjer gostuje tudi Mestna galerija Nova Gorica, v mestu pa so še Galerija Artes, Galerija Frnaža in zasebna Galerija Černe, Kulturni dom Nova Gorica itd.
Leta 1975 podpisan osimski sporazum med Italijo in Jugoslavijo, ki je dokončno določil mejo med državama. Posledica tega je bila gradnja mejnega prehoda v Vrtojbi (leta 1981) in sabotinske ceste, ki je povezala Brda z Novo Gorico (1985). Leta 1982 je bila zgrajena cerkev Kristusa Odrešenika, ki je 15. marca 2004 postala sostolnica Koprske škofije. Industrija je tako napredovala, da je leta 1987 že predstavljala 50 odstotkov bruto domačega proizvoda. Mesto se je razvijalo tudi na področju turizma. Družba HIT d.d. je iz majhnega gostinskega obrata postala največji ponudnik zabaviščnih in igralniških storitev.

## Izobraževanje
V širšem mestnem območju so štiri osnovne šole: Osnovna šola Milojke Štrukelj s podružnično šolo Ledine, Osnovna šola Frana Erjavca, Osnovna šola Kozara ter Osnovna šola Solkan.
Srednješolsko izobrazbo zagotavljata Gimnazija Nova Gorica ter Šolski center Nova Gorica, katerega sestavlja sedem organizacijskih enot: Strojna, prometna in lesarska šola, Elektrotehniška in računalniška šola, Gimnazija in zdravstvena šola, Biotehniška šola (locirana v Šempetru), Srednja ekonomska in trgovska šola, Višja strokovna šola in Medpodjetniški izobraževalni center (MIC).
Nova Gorica je tudi sedež več visokošolskih ustanov: Univerze v Novi Gorici (ki vključuje Akademijo umetnosti) in Nove univerze, kot tudi dislocirane enote Fakultete za vede o zdravju Univerze na Primorskem.
V centru mesta je locirana Goriška knjižnica Franceta Bevka, ki ima enoto krajevne knjižnice tudi v Solkanu, v Rožni Dolini pa se nahaja knjižnica Univerze v Novi Gorici.

## Kultura
Kulturne ustanove:
- SNG Nova Gorica
- Kulturni dom Nova Gorica
- Kulturni center Mostovna
- Goriški muzej
- Mladinski center Nova Gorica
- Mestna galerija
- Galerija Artes
- Galerija Frnaža
- Galerija GONG

Prireditve:
- Goriška dlan

Glasbene skupine:
- Avtomobili
- Big Ben
- Zaklonišče prepeva

Decembra 2020 je bila sprejeta skupna kandidatura Nove Gorice in Gorice za Evropsko prestolnico kulture 2025. Mesti sta prva prestolnica kulture, ki se razteza čez dve državi. Uradna otvoritev prestolnice kulture bo potekala 8. februarja 2025.

## Turizem
Na Kidričevi ulici 11 se nahaja Turistično informacijski center in Center trajnostne mobilnosti Nova Gorica, ki ju upravlja Javni zavod za turizem Nova Gorica in Vipavska dolina.
Na jugu Nove Gorice se na vzpetini Kostanjevica nahaja frančiškanski samostan. Zanimiv je zaradi tega, ker so v kripti pod njegovo cerkvijo pokopani člani francoske kraljeve družine.
Hoteli:
- Park Hotel
- Perla Casinò & Hotel

## Arhitektura
Arhitekturno najpomembnejše zgradbe v Novi Gorici:
- Bloki ob Kidričevi (Ruski bloki) - prve stavbe ob magistrali
- Občinska stavba
- Nebotičnik - svojčas najvišja stavba mesta
- Eda center - današnja najvišja stavba mesta
- Železniška postaja - iz časa Avstro-Ogrske
- SNG Nova Gorica (včasih Primorsko narodno gledališče)
- Knjižnica Franceta Bevka

Trgi v Novi Gorici:
- Bevkov trg
- Trg Evrope
- Trg Edvarda Kardelja

## Gasilci
27. 8. 1948 je v Solkanu ustanovljeno Prostovoljno gasilsko društvo Solkan. Izvoljen predsednik Alojz Srebrnič - Džidži, poveljnik Ivan Zavrtnik - Nutej in tajnik Viktor Volk.
1958 - Društvo se preseli v nov gasilski dom v Novi Gorici. Društvo pridobi vozilo TAM Pionir.
11. 7. 1991 - ustanovljena Gasilska enota Nova Gorica.

## Znameniti Novogoričani
- Emil Aberšek
- Denis Arčon
- Iztok Arčon
- Matej Arčon
- Alan Jakin
- Jože Babič
- Ivo Barišič
- Hubert Bergant
- France Bevk
- Marjan Bevk
- Zoran Božič
- Bojan Bratina
- Gvido Bratina
- Diego de Brea
- Marijan Brecelj
- Mirko Brulc
- Aljoša Buha
- Štefan Cigoj
- Diego De Brea
- Srečko Fišer
- Slavko Furlan
- Ludvik Gabrijelčič
- Kostja Gatnik
- Teja Glažar
- Robert Golob
- Ervin Hladnik Milharčič
- Jožko Humar
- Zoltan Jan
- Boris Jukić
- Vasja Klavora
- Dean Komel
- Silvester Komel
- Danilo Kovačič
- Teodor Lojk
- Branko Marušič
- Ivan Marušič
- Tomaž Marušič
- Tomaž Mastnak
- Bine Matoh
- Iztok Mlakar
- Vida Mokrin Pauer
- Anja Mugerli
- Negovan Nemec
- Nelida Nemec
- Maja Novak
- Borut Pahor
- Alenka Paulin
- Sergij Pelhan
- Marko Peljhan
- Dušan Pirjevec
- Stojan Plesničar
- Tine Ravnikar
- Vojteh Ravnikar
- Gianni Rijavec
- Neda Rusjan Bric
- Miran Rudan
- Igor Saksida
- Uroš Seljak
- Janez Starina
- Jožica Svete
- Rudi Šimac
- Majda Širca
- Mojca Širok
- Stanislav Škrabec
- Anja Štefan
- Jože Šušmelj
- Igor Vidmar
- Boštjan Vuga
- Tomaž Vuga
- Lucijan Vuga
- Marko Vuksanović
- Mirko Vuksanović
- Danilo Zavrtanik
- Miloš Žefran
- Niko Jurca